# Olle Nystedt

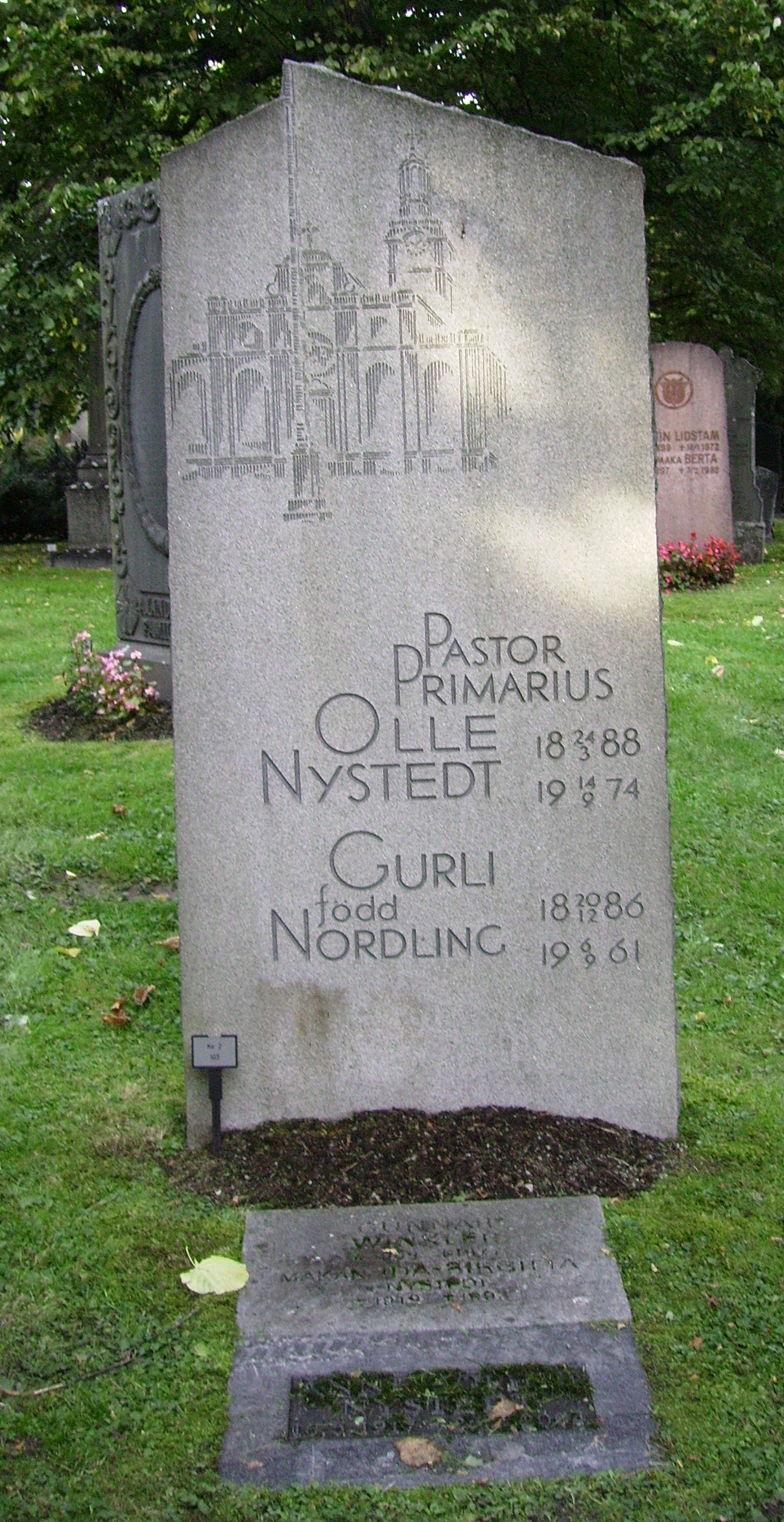
Olle Nystedts gravvård på Norra begravningsplatsen i Solna kommun.

Bengt Olof Nystedt, känd som Olle Nystedt, född 24 mars 1888 i Göteborg, död 14 september 1974 i Bromma, var svensk präst och pastor primarius i Stockholms stift från 1943.

## Biografi
Nystedt avlade studentexamen vid Göteborgs latinläroverk 7 juni 1907 och fortsatte därefter med universitetsstudier i Uppsala samma år. Han avlade teologisk-filosofisk examen 1908, teologie kandidatexamen 1912 och prästvigdes i Göteborg 7 januari 1913. Nystedt utsågs till pastorsadjunkt i Trefaldighetskyrkan i Uppsala 1913 och var samtidigt biträdande pastor vid Samariterhemmet i samma stad. Han var sekreterare i Svenska kyrkans diakonistyrelse från 1 juni 1914. 
Han var komminister i Annedals församling i Göteborg från 22 januari 1919 och därefter kyrkoherde i Dala, Borgunda och Högstena, Skara stift, 1920–1929. Han blev pastorsadjunkt i Oscars församling i Stockholm 1 november 1928, komminister i S:t Johannes församling i Stockholm 1935, extra ordinarie hovpredikant 1937, suppleant i Stockholms domkapitel 1937 (ordinarie 1937–1938). Han var suppleant i stiftsnämnden i Göteborg 1938–1942, domprost i Göteborg 1 februari 1938, ledamot av kyrkofullmäktige i Göteborg 1939–1942. 
Han var pastor primarius och domprost i Stockholm samt kyrkoherde i Storkyrkoförsamlingen 1 januari 1943, kontraktsprost i Domprosteriets södra kontrakt 16 september 1943. 
Olle Nystedt var under en period generalsekreterare i Svenska Bibelsällskapet. Han var preses i Samfundet Pro Fide et Christianismo 1954–1974.
Olle Nystedt utsågs till överhovpredikant 1959 och innehade posten till 1973.
Han utgav den omtyckta andaktsboken Det lider mot aftonen, som utkom i flera upplagor, liksom pamfletten Bliv en man: Ett ord till pojkar. Han gav också ut flera konfirmandböcker och andra böcker riktade till ungdomar.

### Tiden som domprost i Göteborg 1938-1942
Under sin tid som domprost i Göteborg fick han stort inflytande som kyrkornas talesman i samhälls- och kulturliv, inte minst efter kraftfulla markeringar genom förbönsgudstjänster i domkyrkan vid deportationer av judar och lärare från Norge till tyska koncentrationsläger, där han återkommande fyllde den väldiga domkyrkan. Hans insats för Norge under andra världskrigets ockupationsår var betydande och fick personlig prägel genom hans nära vänskap med de ledande motståndsmännen biskop Eivind Berggrav och domprost Arne Fjellbu. Hjälpen organiserades huvudsakligen genom "Till bröders hjälp", en del av Svenska kyrkohjälpen.

### Inställning till kvinnliga präster
Vid kyrkomötena 1957 och 1958 avgjordes frågan om kvinnliga präster. Här var Nystedt den ende prästerlige representanten som redan i första omgången röstade ja, där övriga som i princip bejakade förslaget röstade för uppskov. Nystedt ansåg att det gjordes för stor affär av att Jesus bara kallade män till apostlar, där han menade att det var intressantare ur religiös synpunkt att Jesus enbart kallade judar, och retoriskt frågade om juden pastor Jellinek skulle vara den enda rätta prästen i den svenska kyrkan.

### Familj
Nystedt var son till folkskolläraren Bengt Johan Salomon Nystedt och Anna, född Svensson. Han gifte sig 1913 med Gurli Karin Vilhelmina, född Nordling 1886 i Borgsjö, död 1961, som var dotter till senare kyrkoherden i Gudmundrå Erik Magnus Nordling och Ida Sofia, född Petré.